# Marie-Paule Deville-Chabrolle
 (octobre 2008).
Si vous disposez d'ouvrages ou d'articles de référence ou si vous connaissez des sites web de qualité traitant du thème abordé ici, merci de compléter l'article en donnant les références utiles à sa vérifiabilité et en les liant à la section « Notes et références ».
Marie-Paule Deville-Chabrolle, née à Meknès au Maroc le 15 juillet 1952, est une sculptrice et artiste peintre française.

## Biographie
Marie-Paule Deville-Chabrolle intègre l'école des Beaux-Arts de Pau, passe deux ans à la Faculté des arts plastiques de Phnom Penh au Cambodge, où son père travaille alors pour l'ONU. Très vite la présence de plus en plus régulière de ses bronzes dans les salles de ventes marque une étape importante de son parcours. Dès lors des collectionneurs privés se manifestent (Suisse, Allemagne, Angleterre, Portugal, É.-U.).
Trois à quatre expositions personnelles lui sont dédiées chaque année en France. Elle est distinguée par l'académie internationale Gréci Marino à Vinzaglio (Italie). Elle figure en 1997 dans le Mayer, catalogue mondial des ventes aux enchères, dans un recueil femme artiste du XVIIe siècle à nos jours, aux éditions Regards.
Ses sculptures inspirées, élégantes, sensuelles, raffinées, et ses sanguines forment un tout, une démarche globale. Les déchirures, les ocres et les ors du Maroc, l'évidente beauté des sculptures Khmer, tout a laissé son empreinte.[citation nécessaire]
C'est Marie-Paule Deville-Chabrolle, installée en Bourgogne à Bazarnes, qu'ont choisie les maires de France pour sculpter le buste de la Marianne de l'an 2000, dont le modèle était Laetitia Casta, le moulage est conservé à l'atelier de moulage du Louvre (l'éditeur des Mariannes officielles de la République).
Marie-Paule Deville-Chabrolle est également une artiste de la cristallerie Daum,.